# Manuel Farrona Pulido
Manuel Farrona Pulido (* 1. Mai 1993 in Kaltenkirchen) ist ein deutsch-spanischer Fußballspieler. Der Mittelfeldspieler steht beim VfB Lübeck unter Vertrag und ist ehemaliger deutscher Nachwuchsnationalspieler.

## Karriere

### Im Verein
Farrona Pulido begann seine Laufbahn beim TuS Hemdingen-Bilsen, danach spielte er in der Jugend von Holsatia Elmshorn. Im Sommer 2006 wechselte er in das Nachwuchsleistungszentrum des Hamburger SV, für dessen Jugendmannschaften er bis 2012 spielte. In seinem letzten Juniorenjahr kam er bereits bei der zweiten Mannschaft der Hamburger zum Einsatz. In zwei Partien der Regionalliga Nord 2011/12 stand er auf dem Platz und konnte einen Treffer erzielen.
Zur Regionalliga-Spielzeit 2012/13 wurde Farrona Pulido in die zweite Mannschaft aufgenommen und gehörte bis 2014 zum Kader. In den Spielzeiten 2012/13 sowie 2013/14 absolvierte Farrona Pulido insgesamt 47 Partien und erzielte elf Treffer.
Zur Regionalliga-Spielzeit 2014/15 wechselte er ablösefrei zum FSV Wacker 90 Nordhausen. Mit Nordhausen schloss er die Saison nach 26 Einsätzen und neun Treffern auf dem dritten Tabellenplatz ab. Zum 1. Juli 2015 wechselte er zum Meister der Regionalliga, dem 1. FC Magdeburg, der in die 3. Liga aufgestiegen war. Sein Drittliga-Debüt absolvierte Farrona Pulido am 1. Spieltag der Spielzeit 2015/16, dem 24. Juli 2015, beim 2:1-Auftakterfolg über den FC Rot-Weiß Erfurt.
Nachdem sein auslaufender Vertrag in Magdeburg nicht verlängert worden war, wechselte Farrona Pulido im Sommer 2017 zum Ligarivalen SC Fortuna Köln.  Bereits am 1. Spieltag stand er beim 1:0-Sieg gegen den VfR Aalen in der Startelf. Sein erstes Tor für Köln erzielte er am 3. Spieltag beim 3:0-Sieg gegen den VfL Osnabrück.
Nach nur einem Jahr wurde Farrona Pulidos Vertrag in Köln einvernehmlich aufgelöst, zur Saison 2018/19 schloss er sich dem VfL Osnabrück an. Bereits im ersten Saisonspiel gegen die Würzburger Kickers schoss er mit dem 2:1-Siegtreffer sein erstes Tor für den VfL. Am Ende der Saison stand der VfL als Zweitligaaufsteiger fest. In der zweithöchsten deutschen Spielklasse kam Farrona Pulido lediglich auf sieben Kurzeinsätze, da Cheftrainer Daniel Thioune ihm Anas Ouahim und Niklas Schmidt vorzog. Nach dem Klassenerhalt mit Osnabrück als bester Aufsteiger verließ der Mittelfeldspieler den Verein im Sommer 2020 und unterschrieb einen Zweijahresvertrag beim Drittligisten Hansa Rostock.
Zu seinem ersten Pflichtspieleinsatz im Dress der Kogge kam er am 16. August 2020 im Halbfinale des Lübzer-Pils-Cups 2019/20, welcher aufgrund der Corona-Pandemie erst ab August 2020 – und nicht wie ursprünglich geplant und vorgesehen im Mai 2020 – zu Ende gespielt werden durfte, gegen den FC Schönberg 95 (5:0). Farrona Pulido traf hierbei zum 3:0 und 4:0 und wurde mit den Ostseestädtern Landespokalsieger Mecklenburg-Vorpommerns durch ein 3:0 im Finale gegen den Torgelower FC Greif. Unter Hansa-Trainer Jens Härtel spielte der Mittelfeldmann im DFB-Pokal 2020/21 beim Heimspiel gegen den Bundesligisten VfB Stuttgart, Farrona Pulido stand in der Startelf, und musste mit Hansa eine knappe 0:1-Niederlage hinnehmen. Eine Woche später, beim Drittliga-Start am 19. September 2020, debütierte er für die Hanseaten beim Heimspiel gegen den MSV Duisburg (3:1) in der 3. Liga. Sein erstes Tor im Trikot der Kogge gelang ihm am 13. Spieltag gegen den FC Bayern München II zum 2:0 Endstand. Im Laufe der Saison, in der am Ende der Aufstieg in die 2. Bundesliga gelang, lief er dreiundzwanzig Mal (vier Tore) für die Hanseaten auf. Ende August 2021, und ohne Einsatz in der neuen Saison, einigten sich Farrona und Hansa Rostock einvernehmlich, den bis 2022 gültigen Vertrag aufzulösen. Kumuliert brachte es Farrona auf 26 Pflichtspiele und sieben Tore für die Norddeutschen aus Rostock.
Am 1. September 2021 verkündete Preußen Münster die Verpflichtung von Farrona Pulido. Er verstärkte ab dem 5. Spieltag der laufenden Saison 2021/22 den Kader der Adlerträger aus dem Münsterland. Bis zum Saisonende kam er unter dem Cheftrainer Sascha Hildmann auf 25 Einsätze in der Regionalliga West, stand 17-mal in der Startelf und erzielte 4 Tore.
Zur Saison 2022/23 kehrte Farrona Pulido in seine schleswig-holsteinische Heimat zurück und wechselte zum VfB Lübeck, bei dem er einen Vertrag bis zum 30. Juni 2024 mit Option auf ein weiteres Jahr unterschrieb. In seiner ersten Saison schaffte er mit dem Verein als Meister den Aufstieg in die 3. Liga. Aus dieser stieg man in der Saison 2023/24 allerdings direkt wieder ab. Als einer der wenigen Spieler verlängerte Farrona Pulido anschließend seinen Vertrag für die Saison 2024/25.

### In der Nationalmannschaft
Farrona Pulido stand im Oktober und November 2010 insgesamt drei Mal im Kader der U-18-Nationalmannschaft Deutschlands. Hierbei kam er in zwei Partien gegen die Ukraine und die Türkei zum Einsatz.

## Erfolge
- Deutscher Drittligameister: 2019
- Aufstieg in die 2. Bundesliga: 2019 (VfL Osnabrück), 2021 (Hansa Rostock)
- Meister der Regionalliga Nord und Aufstieg in die 3. Liga: 2023
- Schleswig-Holstein-Pokalsieger: 2023, 2025
- Landespokalsieger Mecklenburg-Vorpommern: 2020